# SN 1994D
SN 1994D是一颗位于NGC 4526外侧边界处的Ia型超新星。它在1994年由Treffers、Filippenko、Van Dyk和Richmond使用洛伊施纳天文台的30英寸自动望远镜发现。